# Tobosos

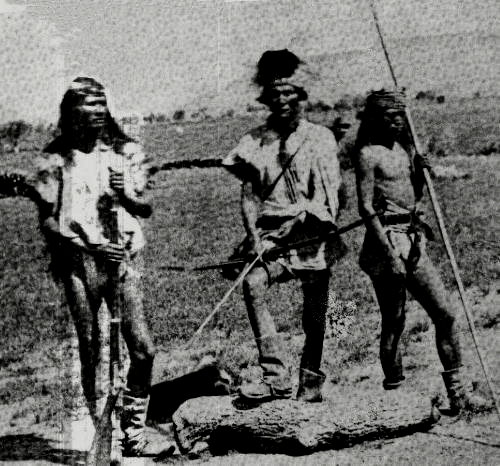
Tobosos de Coahuila

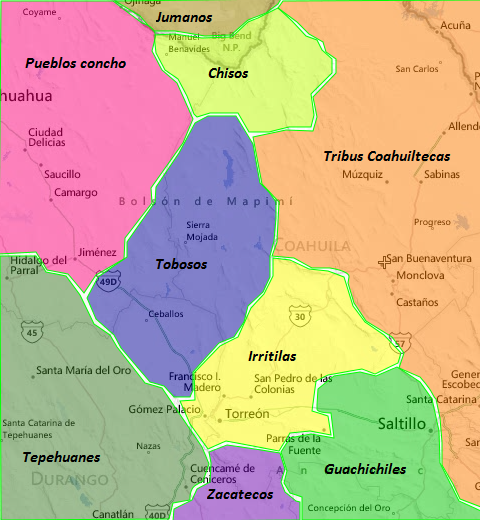
Territori toboso al contacte amb espanyols

Els tobosos van ser un grup ètnic precolombí nòmada que va habitar en el que ara es diu Mapimí i regions circumdants, eren enemics de les tribus de la vall (Irritila).
Parlaven un idioma anomenat toboso i tenien gran influència dels tepehuans. Com a eines de caça utilitzaven la fona i la llança, activitat molt important en la seva vida que sustentava les necessitats alimentoses del poble.

## Localització
Els tobosos habitaven l'àrea del Bolsón de Mapimí (a l'est de Chihuahua i a l'oest de Coahuila). Freqüentment es van resistir a la intervenció espanyola, atacant els assentaments al seu abast. Especialment durant el segle xvii van representar un problema per al Govern central.

## Història
Els tobosos s'associaven amb els habitants de La Junta de los Ríos, vora de Presidio, Texas. No obstant això, eren més abundants al sud i, per tant, estaven més exposats a les incursions esclavistes dels espanyols; això els va portar a tenir una reacció diferent als exploradors espanyols. Per exemple, mentre que els indis a La Junta, sovint anomenats col·lectivament jumanos, van donar benvinguda amistosa a l'expedició d'Antonio de Espejo en 1583, els tobosos fugiren de l'expedició.
Els tobosos van començar a atacar en la dècada de 1640 assentaments missioners espanyols i mines tarahumares a l'oest. Més tard molts tobosos van ser traslladats a les missions de Monterrey, Mèxic. Si bé no van aprendre espanyol, un gran nombre de la
 tobosos van deixar les missions i van rebutjar el cristianisme. Llavors els tobosos van ser classificats com a indis "ladinos" pels espanyols, un terme que significa "astut" i que indica que coneixien la forma de vida espanyola per mitjà de sistemes d'espies i ho van utilitzar per ser més eficaç en la lluita contra aquests. Els tobosos en la dècada de 1690 també van fer incursions significatives sobre missions i ranxos tarahumares.
Cap a 1680 els jumanos de la junta es trobaven ja tan desestabilitzats pels tobosos que Juan Sabeata dubtava a cooperar amb Juan de Retana després de romandre anys lluitant amb ells.
Els tobosos s'organitzaven en tribus. El nombre de tribus va disminuir amb el temps. En la dècada de 1680 hi havia 12. A partir de 1693 els espanyols només van comptar quatre tribus, osatayogligles, guazapayogligles, chichitames i Sisimbles.
En 1800 els tobosos que es van quedar a Mèxic van ser essencialment absorbits pel mestissatge. Tanmateix alguns tobosos emigraren a la costa de Texas i s'assentaren vora de la Missió de Nuestra Señora del Refugio de 1807 fins almenys 1828. Aquestes dates es basen en els registres baptismals mantinguts en aquesta missió identificant com tobosos a alguns dels registres. Des de 1776 grups karankawes i tobosos arribaren a l'illa Matagorda fugint de les missions, lloc on potser hi viuen els seus darrers descendents directes.